# 藤田麻衣子の恋だ!愛だ?
『藤田麻衣子の恋だ!愛だ?』（ふじたまいこのこいだあいだ）は、bayfmで火曜日の深夜25:00-25:25に放送されていたラジオ番組。2009年4月6日放送開始。DJはシンガーソングライターの藤田麻衣子である。
2010年10月6日放送分よりインターネットラジオ（トークの部分のみ）開始。

## 概要
名古屋市出身、B型の一人っ子の藤田麻衣子が音楽や恋愛について名古屋弁で語る番組。「藤田は「恋」は分かっているが、「愛」は分かっていない」とスタッフから指摘を受けたことから、番組名の「恋だ」の後は「!」がつき、「愛だ」の後は「?」をつけることになった（番組内で紹介）。
番組では毎週スタジオにキーボードを持ち込み「スタジオ生ライブ」が行われる。自身の楽曲のみならず、他のアーティストの楽曲も披露している。
また、リスナーのお便り（主に恋愛話）には「藤田の感情が盛り上がった程度」に応じて1～5個の「藤玉（フジタマ）」が与えられる。全体で200個集まると「なにかいいことあるかもよー」と言っているが、何があるかは明言していない。ただし過去には「恋!愛？ライブ藤玉スペシャル」として、藤玉獲得者と抽選で当たったリスナーを招待した限定ライブが2回行われた（藤玉100個で開催）。なお、藤玉獲得者は自分が「藤玉」を獲得したことを改めてメール等で申告しないと招待してもらえない。
恋!愛？ライブ藤玉スペシャル
- 第1回 2009年10月11日
- 第2回 2010年5月30日

## コーナー

### 弾き語りライブ
藤田麻衣子がキーボードを使って弾き語りライブをするコーナー。藤田自身の曲のほか、カヴァー曲を演奏することもある。

### 番組で披露したカヴァー曲
- 遠く遠く（槇原敬之）
- 君は僕の宝物（槇原敬之）
- 藍（スキマスイッチ）
- 僕の願い（ノートルダムの鐘より）
- woh woh（小田和正）
- Nella Fantasia（サラ・ブライトマン）
- Reflection（ムーランより）
- Hijo de la luna（Mecano）
- 駅（竹内まりや）
- TWO MOONS（槇原敬之）
- A Whole New World（アラジンより）
- White Christmas（ビング・クロスビー）
- All I Have to Give（バック・ストリート・ボーイズ）
- サイレント・イヴ（辛島美登里）
- 異邦人（久保田早紀）
- 雪の華（中島美嘉）
- Part of your world（リトル・マーメイドより）
- トライアングル（竹内まりや）
- 夏の日の1993（class）
- あまい果実（スガシカオ）
- しるし（Mr.Children）
- 線香花火（AJISAI）
- 君が好き（清水翔太）
- 東京にもあったんだ（福山雅治）
- 最愛（KOH+）
- やさしいキスをして（DREAMS COME TRUE）
- 君をのせて（天空の城ラピュタより、井上あずみ）
- BLIND（槇原敬之）
- 言い訳Maybe（AKB48）
- 糸（中島みゆき）
- 最後の雨（中西保志）
- あなたを見つめると（スカーレット・ピンパーネルより）
- たしかなこと（小田和正）
- 抱いて…（松田聖子）
- 共犯者（平川大輔、セルフカバー）